# Logie Awards
Los Premios Logie, originalmente llamados TV Week Logie Awards o simplemente Logie Awards, son los premios más importantes de la televisión australiana y se celebran anualmente desde 1959. 
El nombre de Logie Awards rinde homenaje a John Logie Baird, un escocés que inventó la televisión como un medio práctico. Los premios se entregan en muchas categorías, pero el premio más publicitado es el Logie de Oro, que se concede a la personalidad más popular en la televisión australiana. Este galardón, se conoció en la primera gala de premios como Premio a la estrella del año (Star of the year), pero al año siguiente, pasó a denominarse Logie de oro, cuyo título mantiene hoy en día.
Home and Away (Fuera de casa) es el programa más exitoso de la historia de los Logies, habiendo ganado 34 premios desde su estreno en 1988, seguido por Neighbours (Vecinos), que cuenta con 30 Logies desde que su inicio en 1985.

## Categorías de premios
Durante la gala, se entregan premios a diferentes categorías que se encuentran agrupadas en tres galardones o trofeos, siendo el máximo el Logie de oro, seguido de los de plata y bronce.

### Logie de oro
- Personalidad más popular de la televisión

### Logie de plata
- Actor más popular
- Actriz más popular
- Actor más destacado
- Actriz más destacada
- Presentador más popular
- Telefilme o miniserie más destacado
- Serie dramática más destacada

### Logie de bronce
- Nuevo talento masculino más popular
- Nuevo talento femenino más popular
- Programa de entretenimiento más destacado
- Programa de entretenimiento más popular
- Programa deportivo más popular
- Programa de reportaje más destacado
- Programa de reportaje más popular
- Programa de noticias más destacado
- Programa infantil más destacado
- Canal más popular sobre estilo de vida
- "Graham Kennedy" al nuevo talento más destacado
- Asunto de carácter público más destacado
- Serie dramática más popular
- Reality más popular

### Premio Especial
- Salón de la fama